# 神戸モンキーズ劇場
神戸モンキーズ劇場（こうべもんきーずげきじょう）は、神戸フルーツフラワーパーク（旧：神戸市立フルーツフラワーパーク）の中にある、関西初の日本猿による屋内型常設劇場。収容人数は最大600名。『あきらめない気持ちが大切』をテーマにした、日本猿のショーを行っている。

## 概要
2005年8月　神戸モンキーズ劇場オープン。
2005年〜2011年は有料。2012年〜『ありがとうキャンペーン』として入場無料になる。

## テレビ出演
2006年〜プロ野球チーム『オリックスバファローズ』のボールモンキー
として活動
2014年6月公開映画『超高速!参勤交代』に菊千代（ニホンサル）出演、2015年4月11日MBS『サタデープラス』にトップスマイルが出演
（その他）めざましテレビ、ブロードキャスター、ズームインサタデー、天才!志村どうぶつ園、中居正広の金曜日のスマたちへ、ブラマヨの初心忘るべからず！、おっ！サンナビ、世間の裏側のぞき見バラエティウラマヨ！、関西情報ネット　ten！、にじいろジーン、モテモテかんぱにーR25、AKB48　Team8　ぶらり神戸でPR大作戦！、小籔&すっちーの爆笑！湯けむり殺人事件、MBSサタデープラス、クチコミ新発見！旅ぷら

## アクセス
〒651-1522　神戸市北区大沢町上大沢2150
TEL.FAX.078-954-1099（受付時間：9:00～17:00）
- 電車の場合
  - 神戸電鉄「岡場駅」からバス・タクシーで約15分
  - JR「三田駅」からホテル フルーツ・フラワー行き無料送迎バスで約20分、またはタクシーで約15分
  - JR「三ノ宮駅」から神姫バス（38系統）で約35分（土日祝のみ運行）

- 自動車の場合

大阪・京都方面より
中国自動車道神戸JCTより山陽自動車道へ乗り継ぎ。
山陽自動車道神戸北ICから六甲北有料道路大沢IC降りてすぐ。
神戸（三ノ宮）方面より新神戸トンネル～阪神高速北神戸線柳谷JCTを経て六甲北有料道路大沢IC降りてすぐ。
阪神高速31号神戸山手線～7号北神戸線柳谷JCTを経て六甲北有料道路大沢IC降りてすぐ。
明石・加古川方面より
加古川バイパス～第二神明道路伊川谷JCTを経て阪神高速北神戸線へ。柳谷JCTから六甲北有料道路に
乗り継ぎ大沢IC降りてすぐ。
岡山方面より
山陽自動車道神戸北ICを経て六甲北有料道路大沢IC降りてすぐ。